# Phantom (película de 2023)
Phantom (en hangul, 유령; romanización revisada del coreano: Yuryeong) es una película de acción y espionaje surcoreana estrenada en enero de 2023, escrita y dirigida por Lee Hae-young, y protagonizada por Sol Kyung-gu, Lee Ha-nee, Park So-dam, Park Hae-soo y Seo Hyun-woo.

## Sinopsis
Phantom está ambientada en Gyeongseong (la antigua Seúl) en 1933 durante la colonización japonesa de Corea. Una organización clandestina antijaponesa conocida como Black Corps intenta asesinar al nuevo residente general japonés en su primer día en Gyeongseong. Kaito Takahara (Park Hae-soo), jefe de la guardia personal del gobernador japonés, llama a cinco sospechosos a un hotel para atrapar a un «fantasma», un espía de Black Corps que se ha infiltrado en el gobierno general japonés. Encerrados en el hotel, los cinco personajes deberán usar su ingenio para sobrevivir y escapar mientras sospechan y se vigilan unos a otros.

## Reparto

### Principal
- Sol Kyung-gu como Junji Murayama, un militar y oficial de policía japonés que fue depuesto del departamento de Policía y enviado como supervisor del departamento de comunicaciones dentro del Gobierno General.[3][4][5]
- Lee Ha-nee como Park Cha-kyung, una empleada del departamento de comunicaciones que registra criptogramas.[3][6]
- Park So-dam como Yuriko, una figura poderosa en el gobierno general de Joseon, que se convirtió en secretaria directa del director general de Asuntos Políticos a pesar de que es coreana.[3][7]
- Park Hae-soo como Kaito Takahara, el capitán que dirige la investigación para encontrar al espía dentro del Gobierno General.[3][8]
- Seo Hyun-woo como Cheong Gye-jang, un personaje tímido con extraordinarias habilidades de descifrado de códigos.[3][8]

### Secundario
- Kim Dong-hee como Baek-ho, un joven empleado que trabaja en el departamento de comunicaciones con Park Cha-kyung.[9]
- Esom como Nan-yeong, otra espía de la organización antijaponesa Black Corps.[10]
- Jo Ha-suk como el jefe de policía Jiro Yamada.
- Ko In-beom como el general Yamagata.
- Park Sang-hoon como Dong-woo.
- Geum Sae-rok como la protagonista de la película que aparece en el cartel.[11]

### Apariciones especiales
- Kim Jong-soo como proyeccionista en el teatro Golden Hall.[12]
- Lee Joo-young, una empleada de la taquilla.[12]
- Kim Joong-hee como Tadashi, que fue subordinado de Junji antes de que este fuera degradado, y ahora lo es de Kaito.[12]
- Bibi como la nueva secretaria del director general de Asuntos Políticos en lugar de Yuriko.[12]

## Producción
La película está basada en la novela 风声 (Sound of the Wind), publicada en 2007 por el escritor chino Mai Jia. Si la base literaria es una obra de misterio, el guion de Lee añade movimiento y acción, y para aumentar el sentido de urgencia concentra la trama en menos de 48 horas. El escenario pasa de ser un remoto castillo chino a un hotel construido por el Imperio japonés como lugar de recreo para los ocupantes de Corea.
El rodaje comenzó el 4 de enero de 2021 y terminó el 21 de mayo sucesivo. Se trata de la vuelta al cine de Lee He-nee tras su embarazo y el nacimiento de su hija.
El presupuesto estimado de la película es de 13 700 millones de wones, y el punto de equilibrio para sostener el costo está en unos tres millones de entradas vendidas.

## Estreno
Phantom se estrenó en Corea del Sur el 18 de enero de 2023. Cinco días antes se habían publicado el primer cartel, con los cinco personajes principales y el escenario del hotel sobre un acantilado, y el tráiler. El estreno se produjo en 1099 salas de cine y registró 41 499 espectadores, en segunda posición detrás del otro filme que también se estrenó el 18, The Point Men.

### Taquilla
Al 8 de febrero de 2023, Phantom resultaba en tercera posición en taquilla entre las películas surcoreanas, con 628 000 espectadores y el equivalente a 5 077 000 dólares de recaudación.

## Crítica
Lee Seon-pil (Oh My News) puntúa la película con tres estrellas y media sobre cinco, y la considera «un éxito a medias», con algunas debilidades y contradicciones en la estructura de la historia que pueden causar decepción en la audiencia.